# Las Herencias
Las Herencias – gmina w Hiszpanii, w prowincji Toledo, w Kastylii-La Mancha, o powierzchni 90,73 km². W 2011 roku gmina liczyła 840 mieszkańców.